# Köröm
Köröm este un sat în districtul Miskolc, județul Borsod-Abaúj-Zemplén, Ungaria, având o populație de 1.403 locuitori (2011). 

## Demografie
Componența etnică a satului Köröm
     Maghiari (68,7%)
     Romi (31,03%)
     Necunoscut (0,26%)
     Alții (0,26%)
Componența confesională a satului Köröm
     Romano-catolici (80,19%)
     Fără religie (4,28%)
     Reformați (4,13%)
     Greco-catolici (2,64%)
     Necunoscută (8,77%)
Conform recensământului din 2011, satul Köröm avea 1.403 locuitori. Din punct de vedere etnic, majoritatea locuitorilor (68,7%) erau maghiari, cu o minoritate de romi (31,03%). Apartenența etnică nu este cunoscută în cazul a 0,26% din locuitori.  Din punct de vedere confesional, majoritatea locuitorilor (80,19%) erau romano-catolici, existând și minorități de persoane fără religie (4,28%), reformați (4,13%) și greco-catolici (2,64%). Pentru 8,77% din locuitori nu este cunoscută apartenența confesională.